# Suore francescane di Sant'Elisabetta (Bad Kissingen)
Le Suore Francescane di Sant'Elisabetta (in tedesco Schwestern von der Hl. Elisabeth vom Regulierten III. Orden des Hl. Franziskus, o semplicemente Elisabethinerinnen) sono un istituto religioso femminile di diritto pontificio.

## Storia
La congregazione trae le sue origini dal monastero delle terziarie francescane elisabettine di Breslavia, fondato il 2 aprile 1736 da un gruppo di religiose provenienti dal monastero austriaco di Graz sotto la direzione di madre Maria Giovanna della Santa Croce, al secolo Maria Theresia Vogelmeyer: la fondazione fu approvata da Philipp Ludwig von Sinzendorf, vescovo di Breslavia, e dall'imperatore Carlo VI d'Asburgo.
Le elisabettine erano monache di voti solenni dedite alla cura dei malati: per svolgere meglio la loro attività, nel dicembre 1928 ottennero dalla sacra congregazione romana dei religiosi di trasformarsi in religiose di voti semplici; la casa-madre fu trasferita a Bad Kissingen nel 1948.
L'istituto è aggregato all'ordine dei frati minori dal 15 febbraio 1908 e le sue costituzioni ottennero l'approvazione definitiva il 28 ottobre 1943.

## Attività e diffusione
Le suore si dedicano alla cura dei malati.
La sede generalizia è a Bad Kissingen.
Alla fine del 2015 l'istituto contava 13 religiose e 2 case.